# بذرکاری زمستانه
دانه‌کاری زمستانه، بذرکاری زمستانه یا کاشت زمستانه دانه (به انگلیسی: Winter sowing)، روشی برای آغاز رویش بذر در فضای باز در زمستان است. این کار معمولاً با دانه‌هایی انجام می‌شود که نیاز به یک دوره لایه‌بندی سرد دارند. این روش به جای سرد کردن مصنوعی بذرها، از دمای طبیعی بهره می‌برد.
بذرکاری زمستانه شامل کاشت بذر در یک گلخانه مینیاتوری در بیرون در طول زمستان است که به آنها اجازه می‌دهد تا در بهار جوانه بزنند. کاربران این روش در اکثر مناطق سرمایی موفق بوده‌اند.